# Carex collumanthus
Carex collumanthus là một loài thực vật có hoa trong họ Cói. Loài này được (Steyerm.) L.E.Mora mô tả khoa học đầu tiên năm 1982.